# Ох (сын Дария III)
Ох (др.-перс. Vahuka; IV век до н. э.) — сын персидского царя Дария III.

## Биография
Ох родился в 339 или 338 году до н. э. в браке Дария III со Статирой и считался, по сообщению Курция Руфа, «первым отпрыском царского рода, рождённым с надеждой на это царство». Дарий, отправляясь на войну с вторгнувшимися в Азию македонянами, взял с собой членов своей семьи, которые после поражения персидской армии в битве при Иссе в 333 году до н. э. попали в плен к победителям. Александр, восхищённый смелостью маленького царевича, сказал своему ближайшему другу полководцу Гефестиону, что мальчик превзошёл своего отца качествами характера, и пообещал воспитать Оха как собственного сына, удостоив царских почестей. Юстин, однако, в отличие от других античных авторов, не сообщает о пленении сына Дария, что, по мнению канадского историка В. Хеккеля, специализирующегося на истории Александра Македонского, может быть объяснено неточной передачей информации.
Дарий после смерти в плену своей жены предложил Александру вернуть за большой выкуп мать и дочерей, а наследника оставить в качестве «заложника мира и верности». Но это предложение было отвергнуто, и царевич был оставлен вместе со своими родственниками в Сузах, где к ним приставили учителей для обучению греческому языку. Как считал И. Ш. Шифман, Александром руководило не желание иметь в своём распоряжении надёжных заложников, а стремление показать, что «в создаваемом им царстве и при его дворе найдётся достаточно почётное место для любого иранца, в том числе и для выходцев из царствующего дома, и даже для самого Дария, если он пожелает покориться».
Исторические источники не сообщают о дальнейшей судьбе Оха. По предположению В. Хеккеля, если сын Дария не умер до 323 года до н. э., то, по всей видимости, был, как и его ближайшие родственники, убит вскоре после смерти Александра.